# ファイアー・ドラゴン
ファイアー・ドラゴン（原題：LEGACY OF RAGE / 龍在江湖）は、1986年に公開された香港の映画作品。ブルース・リーの息子ブランドン・リーの主演作。

## キャスト
- ブランドン - ブランドン・リー
- マイケル - マイケル・ウォン
- メイ - レジーナ・ケント
- イー - チャン・ワイマン（チャーリー・チャン）
- 悪党 - ボロ・ヤン（ヤン・スエ）